# Thomisus albens
Thomisus albens är en spindelart som beskrevs av O. Pickard-Cambridge 1885. Thomisus albens ingår i släktet Thomisus och familjen krabbspindlar. Inga underarter finns listade i Catalogue of Life.